# 羅卡韋 (新澤西州)
羅卡韋（英語：Rockaway）是位於美國新澤西州摩里斯縣的自治市鎮。

## 人口
根據2020年美國人口普查的數據，羅卡韋的面積為5.50平方千米，當中陸地面積為5.38平方千米，而水域面積為0.12平方千米。當地共有人口6598人，而人口密度為每平方千米1,200人。